# Pierre Joubert
Pour les articles homonymes, voir Joubert.
Pierre Joubert (né le 27 juin 1910 à Paris et mort le 13 janvier 2002 à La Rochelle) est un dessinateur français. Il est surtout connu pour avoir illustré de nombreux volumes de la collection « Signe de piste » et divers ouvrages et revues liés au scoutisme.

## Biographie
Élève de l'École des arts appliqués à Paris à partir de ses quatorze ans, il rencontre le scoutisme en 1925. Il prononce sa promesse scoute le 2 mai 1925 et est, durant les années 30, le chef de troupe de la 14e Paris Scouts de France puis de la 51e Paris. Après la Seconde Guerre mondiale, il devient chef de troupe de la 1re Meudon, ville dans laquelle il réside durant plus de 40 ans. Son totem scout est "Épagneul taciturne".
En 1927, Paul Coze le remarque dans un camp-école à Chamarande et l'embauche comme illustrateur de la revue Le Scout de France. Il devient alors le dessinateur officiel du mouvement.
Il travaille ensuite à la revue L'Illustration ; son travail reste très lié aux éditions Alsatia et à sa collection « Signe de piste ». Il illustre ainsi les grands noms de la littérature scoute : Guy de Larigaudie, Jean-Louis Foncine, Serge Dalens (Le Prince Éric), Jean Valbert, Henri Suquet (pour les éditions Fleurus) et bien d'autres.
Il collabore principalement à des revues scoutes (La Revue des Scouts de France et La Revue des Scouts d'Europe) et participe aussi à l'illustration des couvertures des volumes de la collection Marabout Junior, aux éditions Marabout, et en particulier les aventures de Bob Morane.
Il écrit plusieurs livres sur de nombreux sujets (autobiographie, l'héraldique), et dessine de nombreuses illustrations à caractère religieux, historique et scout, des couvertures de livres, des calendriers, etc. Il est aussi en relation avec Robert Manson, photographe du scoutisme : Pierre dessine ce que Robert photographie, Robert met en scène et photographie ce que Pierre dessine.
Il n'a pas caché avoir été proche dans sa jeunesse des Camelots du roi et de l'Action française dans les années 1930, tout comme Maurice Blanchot, Claude Roy ou François Mitterrand. Il se situait comme chrétien de gauche, loin de l'univers de certains des auteurs qu'il a illustrés,. Il réalise à titre bénévole une grande quantité de dessins pour des actions contre la torture, des collectes de vêtements et pour des actions de gauche. En 1981, lui et son épouse collent des affiches pour la campagne électorale de François Mitterrand.
Fervent défenseur et adepte de l'idéal chevaleresque, il crée par ses dessins un certain style d'adolescent, fougueux, aventurier et plein d'espoir.
Sa carrière dure près de 77 ans, au cours de laquelle il a dessiné plusieurs milliers d'œuvres. 
Après son mariage, le 6 mai 1941, à Saint-Germain-sur-l'Arbresle, avec Renée Ragonot (1915-2007), il s'installe sur les hauteurs de Meudon où il réside pendant soixante années, entre ses voyages et ses nombreux séjours en Charente. L'année précédant sa mort, afin de se rapprocher de ses enfants, Pierre Joubert quitte Meudon et emménage à La Rochelle où il meurt le 13 janvier 2002 à l'âge de quatre-vingt-onze ans.

## Postérité
De nombreux auteurs de bande dessinée et illustrateurs, notamment ceux passés par le scoutisme, l'admiraient et lui ont rendu hommage. Certains ont profité de ses conseils et s'inspirent de son œuvre et de son trait.
"Sans le scoutisme, Joubert n'aurait peut-être pas été tout à fait Joubert. Mais sans Joubert, le scoutisme n'aurait sûrement pas été ce qu'il fut". Jean-Louis Foncine
Joubert a également fait l'objet de plusieurs expositions rétrospectives comme à La Rochelle en 2002 (montée par Francis Groux) ou au musée Lambinet à Versailles en 2010.
De 2003 à 2011, Jacques Dutrey a publié Joubertomania, un fanzine consacré à l'œuvre de Pierre Joubert.
L'un de ses fils, Michel Joubert (né le 14 mai 1944 à Meudon ; mort le 9 mars 2016 à Bordeaux), également dessinateur, suit une voie professionnelle différente : il devient un architecte naval réputé pour ses voiliers de course côtière et de course au large. On lui doit notamment le véloce monotype Surprise (7,5 m, construit par le chantier Archambault à Dangé-Saint-Romain) et divers voiliers de course au large comme Répression, Subversion et Révolution qui battirent en brèche les traditionnels voiliers de course anglais lourds et étroits, notamment dans la fameuse course du Fastnet.

## Œuvres
(Liste non exhaustive)
Durant sa vie, il réalise plus de 15 000 dessins.
Auteur
- Gribouille scout, éditions Jean de Gigord, 1935
- Les Lys et les lions, initiation à l'art du blason, Presses d'Île de France, 1947, éditions Alain Gout, 2001
- L'héraldique, éditions Ouest France, 1977, réed. 1984 et 1992
- Souvenirs en vrac, éditions Universitaires, 1986, réédition Fleurus, 2000 (autobiographie)

Rétrospectives
- Pierre Joubert, Illustrateur de l'adolescence, éditions de l'Epi, 1979, réed. Éditions Universitaires, 1985
- Pierre Joubert, Chefs-d'œuvre - Tome 1, éditions Alain Littaye, 1981
- Pierre Joubert, Chefs-d'œuvre - Tome 2, éditions Alain Littaye, 1982
- Pierre Joubert, Chefs-d'œuvre - Tome 3, éditions Alain Littaye, 1983
- Pierre Joubert, Chefs-d'œuvre - Tome 4, éditions Glénat, 1985
- Scouts, Hors commerce, 1998
- Marine - Tome 1, éditions Alain Gout, 1999
- Pierre Joubert, À propos de Bob Morane et Signe de piste, par Stéphane Caluwaerts et Michel Jacquemart, collection À propos n°4, Nautilus éditions, 2001
- Marine - Tome 2, éditions Delahaye, 2005
- Pierre Joubert Signe de piste - 70 ans d'illustration pour Signe de piste - Tome 1 : 1937-1955, éditions Delahaye, 2005
- L'Aventure Marabout, éditions Delahaye, 2006
- Pierre Joubert Signe de piste - 70 ans d'illustration pour Signe de piste - Tome 2 : 1956-1962, éditions Delahaye, 2007
- Pierre Joubert Signe de piste - 70 ans d'illustration pour Signe de piste - Tome 3 : 1962-1970, éditions Delahaye, 2008
- Pierre Joubert Signe de piste - 70 ans d'illustration pour Signe de piste - Tome 4 : 1957-1962, éditions Delahaye, 2010
- Pierre Joubert Signe de piste - 70 ans d'illustration pour Signe de piste - Tome 5 : Rubans Noirs, éditions Delahaye, 2011
- Du temps ou j'étais "Boiscout", carnets de croquis de mes années de scoutisme 1925-1935, éditions l'âge d'or, 2010
- 50 ans de couvertures pour le journal des Scouts de France, Editions Plein Vent, 2022[18]

Illustrateur
- Les scouts de France « Pour entrer dans le jeu », La hutte, 1936.
- Le livre de la jungle, de Rudyard Kipling, Fleurus, 1989.
- L'Île au trésor, de Robert Louis Stevenson, Fleurus, 1992.
- Œuvres poétiques, d'Arthur Rimbaud, Fleurus, Paris, 1995  (ISBN 2-215-05034-9).
- Histoire des Ordres de Chevalerie et des distinctions honorifiques en France, Steenackers, Editions d'Art du Rameau d'Or, Versailles, 1995.
- La Légende de Siegfried, Les Niebelungen, trad. Maurice Betz, Editions d'Art du Rameau d'Or, Versailles, 1996.
- Les Normands vers l'An Mil, deux sagas islandaises, trad. lieutenant-colonel Louis Langlois, Éditions d'Art Rameau d'or, Versailles, 2003

- Le Prince Igor, geste médiévale russe, Boïan, traduction de Jean Blankoff, Éditions d'Art du Rameau d'Or, Versailles, 1998.
- Les Romans de la Table Ronde : Le Saint-Graal, textes de Jacques Boulenger, Éditions du Cadran, 1994.

Principales collections romanesques
- Signe de piste, Alsatia (1937-1970)
- Safari-Signe de piste, Hachette-Alsatia (1971-1974)
- Nouveau Signe de piste, Epi, puis éditions Universitaires, puis Signe de piste éditions (1975-1991)
- Signe de piste, Fleurus (1994-1996)
- Prince Eric (puis Signe de piste Junior), Alsatia (1957-1962)
- Rubans Noirs, Alsatia (1957-1970)
- Jean-François, Fleurus/Gauthier Languereau (1950-1959)
- Marabout Junior, éditions Gérard (1953-1967)
- Pocket Marabout, éditions Gérard (1967-1973)
- Les Jeux de l'aventure (63 volumes), éditions Elor (1988-2023)
- Totem, éditions du Triomphe (1996-2001)

Les quatre premiers tomes de la saga du Prince Éric, de Serge Dalens, publiée originellement chez Signe de Piste, ont été réédités par Mame entre 2017 et 2018 :
- Le Bracelet de Vermeil, Serge Dalens, Mame, 2017
- Le Prince Eric, Serge Dalens, Mame, 2017
- La tache de vin, Serge Dalens, Mame, 2018
- La Mort d'Eric, Serge Dalens, Mame, 2018

Il a aussi illustré les récits de L'Étoile de Pourpre, du même auteur :
- Les Prisonniers, Serge Dalens, Fleurus, 1993
- Les Lépreux, Serge Dalens, Fleurus, 1993

Collection « La vie privée des hommes » :
- Aux temps des guerres en dentelles (Pierre Miquel), Hachette, 1977
- Les temps préhistoriques (Louis-René Nougier), Hachette, 1979 réed. 1982, 1991, 1992, 2002, 2006
- Aux temps des Mayas, des Aztèques et des Incas (Louis-René Nougier), Hachette, 1981, réed. 1985, 1991, 2004
- Aux temps des Vikings (Louis-René Nougier), Hachette, 1982, réed. 1991, 1999, 2002, 2006
- Au temps des royaumes barbares (Patrick Perrin et Pierre Forni), Hachette, 1984, réed. 1999, 2002, 2006

Collection « L'Histoire illustrée »
- Une histoire du Mont Saint-Michel (Lucien Bély), éd. Ouest-France, 1974, réed. 1980, 1985, 1994, 2003 et 2017
- Une histoire de la France (Lucien Bély), éditions Ouest-France, 1982, réed. 2002
- Les Hommes de la préhistoire (Jean-Laurent Monnier), éditions Ouest-France, 1985, réed. 1992, 2002
- La Préhistoire : les hommes du Paléolithique (Jean-Laurent Monnier), éditions Ouest-France, 1986
- La Préhistoire : les hommes du Néolithique (Jean L'Helgouach), éditions Ouest-France, 1987
- La France des châteaux-forts (Danièle Alexandre-Bidon et Françoise Piponnier), éditions Ouest-France, 1987, réed. 1994 et 2002